# Трејус академија
Трејус академија је место из измишљеног универзума Звезданих ратова. Она представља грађевину древних Сита изграђену на негостољубивој планети Малакор 5. Напуштена више хиљада година пре самих дешавања у игри  (Звездани ратови: Витезови Старе Републике), академија Трејус се првобитно није тако звала. Њено право име нико не зна, али је ново добила по Дарт Треји, господарици Сита која ју је открила после свих тих година. Овде је она подучавала Дарт Сиона и Дарт Нихилуса, који су је на крају издали и прогнали из реда Сита, након што су јој одузели њене моћи. На крају саме игре, играч ће утицати на то да ли ће цео Малакор 5 бити уништен, а са њим и ова заоставштина древних господара Мрачне стране Силе.